# Het Kanaal
Het Kanaal (Frans: La Manche; Engels: The English Channel) is de zee of zeestraat tussen Groot-Brittannië en Frankrijk, die de zuidelijke Noordzee verbindt met de Keltische Zee, onderdeel van de Atlantische Oceaan. Het smalste gedeelte heet ook het Nauw van Calais of de Straat van Dover.
Het Kanaal is gemiddeld ongeveer 60 meter diep, met een maximale diepte van 120 m, en wordt intensief door de scheepvaart benut. Bij stijgend water staat de stroming van west naar oost en in omgekeerde richting wanneer het waterniveau daalt. Voor de veiligheid van de scheepvaart zijn er internationale scheepvaartroutes vastgesteld, die lopen van het Kanaal tot aan de Duitse Bocht.
Vlak voor de Franse kust van Normandië liggen de Kanaaleilanden, een groep eilanden die tot het Brits Kroongebied behoren (Crown dependencies). Het zijn semi-onafhankelijke staten. Wight, voor de Engelse zuidkust, is het grootste eiland van het Kanaal. Andere eilanden, voor de Franse kust, zijn de Chausey-eilanden, de Mont Saint-Michel, en de nog kleinere Sint-Marcouf-eilanden en Tatihou in de Seinebaai.
De langste rivieren die in het Kanaal uitmonden zijn de Seine en de Somme.

## Ontstaan van de verbinding met de Noordzee

### Vroege ijstijden
De kalksteen aan weerszijden van het Kanaal is onderdeel van een doorlopende geologische structuur, de Weald-Artoisanticline, en tot aan de grote ijstijden in het Midden-Pleistoceen liepen de kalkrotsen van Calais en Dover als een bergrug door. Het Kanaal was slechts een grote baai waarin een aantal grote rivieren zoals de Theems, de Seine de Somme en de Rijn uitmondden. 
Op het hoogtepunt van deze ijstijden bedekten grote ijskappen Scandinavië, Schotland en de noordelijke Noordzee ertussen. Door de afdammende werking van het ijs en het vele smeltwater ontstond een groot zoetwatermeer in het zuidelijk deel van wat nu de Noordzee is. Dit smeltwater zocht een uitweg en vond die in het gebied van het huidige Dover en Calais. Tussen 450.000 en 150.000 jaar geleden, gedurende de Saalien- en Elsterien-ijstijden, ontstond twee keer een catastrofale doorbraak van de landbrug. Zo ontstond een verbinding tussen het zoetwatermeer en de Kanaalbaai, via wat thans het Nauw van Calais is, met de kenmerkende witte kalkkliffen aan weerszijden. Door inwerking van golven op het zachte kalksteen verbreedde de kloof zich steeds meer, een proces dat tot op de dag van vandaag doorgaat.

### Laatste ijstijd
Als de zeespiegel laag genoeg staat, zoals in ijstijden het geval is geweest, vallen het Kanaal en de Noordzee goeddeels droog en maakt Groot-Brittannië deel uit van het vasteland van Europa. Bij het Kanaal was dat voor de laatste maal het geval in de Weichselien-ijstijd, ongeveer 70.000 tot 12.000 jaar geleden.
Het Kanaal was een uitgestrekte ijzige toendra waardoorheen een grote rivier zuidwestwaarts stroomde en uitmondde in de Atlantische Oceaan. Die rivier werd vóór het Nauw van Calais gevoed door Rijn, Maas en Theems, en verder stroomafwaarts door de Franse rivieren Seine en Somme, en door kleinere Zuid-Engelse rivieren zoals de Solent en de Arun. Deze situatie eindigde toen na de laatste ijstijd de zeespiegel weer steeg. Rond 12.000 jaar geleden was het Nauw van Calais weer een zeestraat geworden, verbonden met de Atlantische Oceaan. Vanaf rond 8.000 jaar geleden ontstond ook de verbinding tussen de Noordzee en het Kanaal.

## Havenplaatsen
Enkele grote havenplaatsen direct aan het Kanaal zijn:
Engeland
- Dover
- Bournemouth
- Brighton
- Plymouth
- Portsmouth

Frankrijk
- Calais
- Cherbourg-en-Cotentin
- Le Havre

## Oversteek
Reizen van het vasteland naar Engeland is mogelijk met veerboten, met de trein of autotrein door de Kanaaltunnel, of met het vliegtuig. Tot oktober 2000 waren er behalve gewone veerboten ook hovercrafts. Het Kanaal en het Nauw van Calais hebben door de eeuwen heen grote aantrekkingskracht uitgeoefend op mensen die, op wat voor manier dan ook, naam wilden maken met het oversteken ervan.

### Per luchtballon
Op 7 januari 1785 staken de Fransman Jean-Pierre Blanchard en de Amerikaan John Jeffries als eersten het Kanaal over met een gasballon. De reis ging van Dover naar Calais.

### Zwemmend
De Brit Matthew Webb is voor zover bekend de eerste die zonder hulpmiddelen het Kanaal heeft overgezwommen. Dat gebeurde op 25 augustus 1875. Webb legde de 34 km van Dover naar Calais af in bijna 22 uur. De eerste vrouw die het Kanaal overzwom was de Amerikaanse Gertrude Ederle in 1926. Ze legde de afstand van Frankrijk naar Engeland af in 14 uur en 31 minuten. Dit was meteen een nieuw algemeen record; ze verbeterde het oude record met ruim 2 uur. Wegens de zeestromingen en de getijden mag er tegenwoordig alleen van Engeland naar Frankrijk gezwommen worden. Cap Gris-Nez is een punt waar de zwemmers vaak eindigen.
Het record is thans in handen van de Australiër Trent Grimsey, die op 8 september 2012 in 6:55 uur van Dover naar Cap Gris-Nez zwom. Hij was daarmee twee minuten sneller dan de vorige recordhouder, de Bulgaar Petr Stojtsjev, die in 2007 als eerste minder dan 7 uur (exacte tijd 6:57:50), nodig had gehad. Het is nog steeds het Europees record en de tweede tijd ooit. Snelste vrouw tot nu toe was de Tsjechische Yvetta Hlaváčová met een tijd van 7:25:15.
Enkele andere opmerkelijke prestaties: de jongste Kanaalzwemmer was Thomas Gregory, die bij zijn oversteek in september 1988 (tijd 11:54 uur) pas 11 jaar en 11 maanden was; sindsdien is echter een minimumleeftijd van 16 jaar ingevoerd. Enkele 70-jarigen zijn ook in de oversteek geslaagd, met als oudste de Australiër Cyril Baldock (2014, 70 jaar en 9 maanden). Op 18 september 2010 zwom Philippe Croizon, een Franse gehandicapte man zonder armen en benen het Kanaal over.
Er zijn nog verschillende andere records, zoals in de andere richting, tegenwoordig niet meer toegestaan, voor beide richtingen achter elkaar, voor estafetteteams.
De oversteek wordt gewoonlijk gemaakt onder begeleiding van een boot met loods. Er zijn twee organisaties die records controleren en bijhouden, elk met hun eigen loodsen: de Channel Swimming Association (CSA) en de Channel Swimming & Piloting Federation (CS&PF). Zij stellen regels op volgens welke een poging geldig is.
De speelfilm Welcome (2009) van de Franse regisseur Philippe Lioret, met Vincent Lindon in de hoofdrol, gaat over een jonge Koerd die zwemles van een oud kampioen krijgt om naar Engeland te zwemmen.
Maarten van der Weijden slaagde in augustus 2017 in een dubbele oversteek. Dit is maar ongeveer dertig mensen ooit gelukt.

### Per vliegtuig
De Fransman Louis Blériot vloog op 25 juli 1909 als eerste met een vliegtuig over het Kanaal. Zijn vlucht over een afstand van circa 45 kilometer van Calais naar Dover duurde 37 minuten.

### Per roeiboot
Op woensdag 14 oktober 1970 maakten de volgende mannen in hun overnaadse acht roeiboot met succes de oversteek over Het Kanaal: Dorus Lippmann, Guus van Ditzhuijzen, Dick Kooren, Otto van Zelm van Eldik, Carel Vermeer, Dick Moens, George d’Aulnis de Bourouill, slag Fokko Speelman en stuur Bram van Stolk. Deze mannen staken, hoewel nummer 2 lid was van Laga, onder de vlag van KR&ZV De Maas Het Kanaal over van Calais naar Dover in de overnaadse acht Lepelaar. De mannen waren te gast bij The Royal Cinque Ports Yacht Club in Dover.

### Per kano
Op 26 juli 1949 voeren twee Nederlanders, Peter Meerburg en Jan van der Linden, zonder kompas of ander navigatiemateriaal en zonder volgboten in 11 uur en 45 minuten per kano van Calais naar Dover. Deze sportieve prestatie werd in alle Engelse kranten op de voorpagina gemeld, en drie dagen later, op 29 juli, volgde een interview op de BBC.

### Per fietsvliegtuig
Op 12 juni 1979 vloog Bryan Allan op spierkracht met een door Paul B. MacCready ontworpen luchtfiets, de Gossamer Albatross, over het Kanaal. De oversteek van Folkestone naar Cap Gris-Nez duurde 3 uur en 10 minuten.

### Met straalvleugel
Op 26 september 2008 vloog Yves Rossy met behulp van een vleugel met vier straalmotoren in negen minuten en 32 seconden met een snelheid van maximaal 299 kilometer per uur het Kanaal over, over dezelfde route als Louis Blériot in 1909.

### Met Flyboard Air
Op 4 augustus 2019 vloog de Fransman Franky Zapata met zijn Flyboard Air het Kanaal over. Het is als een flyboard, maar dan niet in de lucht gehouden door stralen continu opgepompt water, maar door gasturbines onder het board.
In 20 minuten tijd wist hij vanuit de Franse kustplaats Sangatte de Engelse St Margaret's Bay te bereiken, een afstand van 35 kilometer. Daarbij werd halverwege geland op een boot om kerosine bij te tanken. Zapata vloog met een gemiddelde snelheid van 120 km/h op een hoogte van maximaal 20 meter.
Op 25 juli, exact 110 jaar nadat Fransman Louis Blériot als eerste in een vliegtuig de oversteek maakte, was een eerste poging mislukt. Zapata belandde toen in het water bij het bijtanken van zijn flyboard.